# Pothières
Pothières ist eine französische Gemeinde mit 193 Einwohnern (Stand 1. Januar 2022) im Département Côte-d’Or in der Region Bourgogne-Franche-Comté. Sie gehört zum Kanton Châtillon-sur-Seine und zum Arrondissement Montbard.
Nachbargemeinden sind Noiron-sur-Seine im Norden, Charrey-sur-Seine im Nordosten, Villers-Patras und Vix im Osten, Étrochey im Südosten und Bouix im Westen.

## Siehe auch

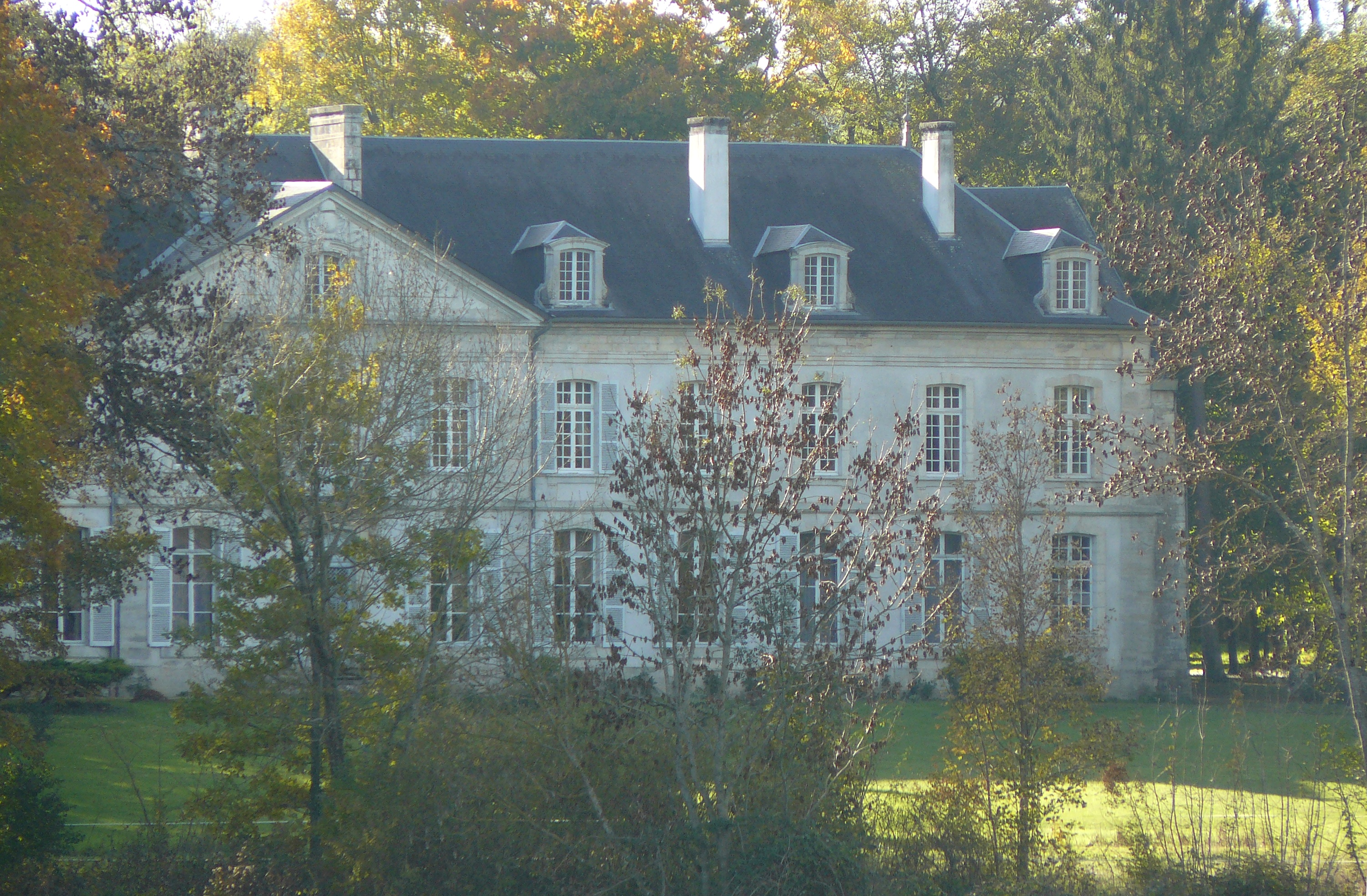
Abtei von Pothières

## Bevölkerungsentwicklung
| Jahr                       | 1962 | 1968 | 1975 | 1982 | 1990 | 1999 | 2008 | 2015 |
| -------------------------- | ---- | ---- | ---- | ---- | ---- | ---- | ---- | ---- |
| Einwohner                  | 219  | 233  | 210  | 212  | 232  | 204  | 188  | 213  |
| Quellen: Cassini und INSEE |      |      |      |      |      |      |      |      |